# Engystomops
Genre
Engystomops est un genre d'amphibiens de la famille des Leptodactylidae.

## Répartition
Les 9 espèces de ce genre se rencontrent en Amérique du Sud et en Amérique centrale, et pour certaines en Guyane.

## Liste des espèces
Selon Amphibian Species of the World (10 juin 2017) :
- Engystomops coloradorum (Cannatella & Duellman, 1984)
- Engystomops freibergi (Donoso-Barros, 1969)
- Engystomops guayaco (Ron, Coloma, & Cannatella, 2005)
- Engystomops montubio (Ron, Cannatella, & Coloma, 2004)
- Engystomops petersi Jiménez de la Espada, 1872
- Engystomops pustulatus (Shreve, 1941)
- Engystomops pustulosus (Cope, 1864)
- Engystomops puyango Ron, Toral, Rivera, & Terán-Valdez, 2010
- Engystomops randi (Ron, Cannatella, & Coloma, 2004)

## Publication originale
- Jiménez de la Espada, 1872 : Nuevos Batrácios Americanos. Anales de la Sociedad Española de Historia Natural, vol. 1, p. 85-88 (texte intégral).